# Високе (Медвенський район)
Високе (рос. Высокое) — село в Медвенському районі Курської області Російської Федерації.
Населення становить 457 осіб. Входить до складу муніципального утворення Висоцька сільрада.

## Історія
Населений пункт розташований на території українського етнічного та культурного краю Східна Слобожанщина.
Від 2004 року входить до складу муніципального утворення Висоцька сільрада.

## Населення
| 2002 | 2010 |
| ---- | ---- |
| 495  | ↘457 |